# Monte Rosa 91
Monte Rosa 91, chiamato in precedenza Il Sole 24 Ore Headquarters, è un edificio di Milano situato nel quartiere Fiera, in viale Monte Rosa al civico 91, che per alcuni decenti ha ospitato anche la sede dell'omonimo quotidiano, su progetto di Renzo Piano

## Descrizione
L'edificio fa parte di un intero isolato un tempo occupato prima dalla Isotta Fraschini, poi da  Siemens-Italtel. Proprio quest'ultima, abbattuti gli edifici storici dell'industria automobilistica, commissionò la costruzione di un nuovo grande complesso industriale allo studio di Carlo Rusconi-Clerici, realizzato nel 1958 con Sogene. Il complesso era caratterizzato da importanti innovazioni progettuali e costruttive, sia nel grande "salone degli Shed" (oggi abbattuto) sia nei corpi longitudinali, all'epoca collegati da tunnel e nastri trasportatori costruiti ad hoc. 
In seguito alla dismissione degli edifici negli anni 90, il quodiano Il Sole 24 Ore commissionò a Renzo Piano la realizzazione di un nuovo edificio che rappresentò un esempio di architettura tecnologica e funzionale, tipica dell'architettura di Piano. ll progetto si inserisce sulla parte est del complesso, composto da quattro edifici ad uso industriale e pesantemente modificati, originariamente presentava una pianta quadrata. 
Del vecchio complesso, è stato demolito un lato del perimetro quadrato che si affacciava sulla strada, realizzando una pianta a ferro di cavallo, con al centro una collinetta sormontata da un giardino, che nasconde al suo interno un parcheggio sotterraneo.
La facciata in vetro si caratterizza per la presenza di persiane dal colore verde. L'edificio si sviluppa su 7 piani, di cui 2 interrati.
Tra il 2020 e la fine del 2022, a seguito di un cambio di proprietà dell'immobile e del complesso edilizio, è stato pesantemente modificato e restaurato e viene cambiato sia il nome che la destinazione d'uso.